# The Boys (film, 1998)
Pour les articles homonymes, voir The Boys.
Pour plus de détails, voir Fiche technique et Distribution.
The Boys est un film australien réalisé par Rowan Woods, sorti en 1998.

## Synopsis
Brett Sprague, un homme violent, est libéré après avoir purgé une peine pour agression. Il retrouve ses frères, Stevie et Glenn.

## Fiche technique
- Titre : The Boys
- Réalisation : Rowan Woods
- Scénario : Stephen Sewell d'après la pièce de théâtre de Gordon Graham
- Musique : The Necks
- Photographie : Tristan Milani
- Montage : Nick Meyers
- Production : Robert Connolly et John Maynard
- Société de production : Arenafilm, Axiom Films, Globe Films, SBS Independent et Screen Partners
- Pays :  Australie
- Genre : Policier et drame
- Durée : 86 minutes
- Dates de sortie : 
  -  Australie : 7 mai 1998

## Distribution
- David Wenham : Brett Sprague
- Toni Collette : Michelle
- Lynette Curran : Sandra Sprague
- John Polson : Glenn Sprague
- Jeanette Cronin : Jackie
- Anthony Hayes : Stevie Sprague
- Anna Lise Phillips : Nola
- Pete Smith : George
- Sal Sharah : Nick
- Peter Hehir : Graham Newman

## Distinctions
Le film a été présenté en sélection officielle en compétition lors de Berlinale 1998.